# NGC 6068
NGC 6068 је спирална галаксија у сазвежђу Мали медвед која се налази на NGC листи објеката дубоког неба.
Деклинација објекта је + 78° 59' 48" а ректасцензија 15h 55m 25,5s. Привидна величина (магнитуда) објекта NGC 6068 износи 12,4 а фотографска магнитуда 13,2. NGC 6068 је још познат и под ознакама UGC 10126, MCG 13-11-19, CGCG 354-31, IRAS 15575+7908, CGCG 355-5, ARAK 492, KAZ 53, KCPG 476B, PGC 56388.